# 山本清三郎
山本 清三郎（やまもと せいざぶろう、1876年11月13日 - 1933年11月30日）は、日本の政治家。衆議院議員（1期）。

## 経歴
兵庫県出身。慶應義塾普通部卒。アメリカへ留学し、エール大学とコロンビア大学で学ぶ。燧洋電燈、有馬土地(株)取締役、(株)東洋製鋼所社長となる。
1920年の第14回衆議院議員総選挙において愛知6区から立憲政友会公認で立候補して当選する。衆議院議員を1期務め、1924年の第15回衆議院議員総選挙には立候補しなかった。1933年に死去した。